# قائمة الأفلام المصرية سنة 1931
هذه قائمة بالأفلام المصرية لسنة 1931 مرتبة أبجديا
| اسم الفيلم            | إخراج وكتابة                                   | بطولة                                                                                                | مصدر  |
| --------------------- | ---------------------------------------------- | --- | ----- |
| أولاد الذوات          | - اخراج : محمد كريم - تاليف : يوسف وهبي        | - يوسف وهبي - أمينة رزق - سراج منير - كوليه دو ارفيي - أم كلثوم - حسن فايق                           | [ 1 ] |
| صاحب السعادة كشكش بيه | - اخراج : توليو كاريني - تاليف : نجيب الريحاني | - نجيب الريحاني - محمد كمال المصري (شرفنطح) - إستيفان روستي - حسين رياض - فيوليت صيداوي - سيد سليمان | [ 2 ] |